# Орто-Токойское водохранилище
Орто-Токойское водохранилище им. Б. Мамбетова (кирг. Орто-Токой суу сактагычы) — водохранилище в Кыргызстане. Расположено на реке Чу в 2 км к западу от посёлка Орто-Токой, на границе Нарынской и Иссык-Кульской областей. Русловое водохранилище сезонного регулирования, используется для орошения.
План строительства водохранилища утверждён постановлением ЦК ВКП(б) и СНК СССР от 19 марта 1940 года. Строительство начато в 1941 году, завершено в 1956 году. 
С 2021 года реализуется проект по строительству гидроэлектростанции. 

## Морфометрия
Высота над уровнем моря — 1700 м. Длина — 18 км, наибольшая ширина — 5 км, максимальная глубина — 47 м. Высота плотины — 52 м, длина — 365 м, ширина — 6 м. Длина водосбросного тоннеля — 567 м, диаметр — 4,5 м. Расход воды — в среднем 12,8 м³/с. Регулирует сток реки Чу.
Полный объём водохранилища — 470 млн м³, полезный — 450 млн м³.
Общая подвешенная площадь водохранилища (площадь орошаемых земель) составляет 2200 км², из которых 1700 км² в Кыргызстане и 500 км² в Казахстане.

## Гидроэлектростанция
30 июля 2021 года в Кыргызстане был утверждён проект строительства ГЭС на Орто-Токойском водохранилище мощностью 21 МВт. 24 марта 2023 года ОАО «Чакан ГЭС» заключило контракт с китайской компанией China National Machinery Industry Corporation (СНМС) на выполнение строительных работ. Реализация проекта началась в 2024 году.